# Michel Maffesoli
(Michel Maffesoli)
Michel Maffesoli (Graissessac, 14 novembre 1944) è un sociologo francese, dal 1981 professore in Scienze Umane presso l'Université de Paris V, Sorbona.

## Biografia
Allievo di Gilbert Durand, è laureato in Filosofia e ha conseguito un Dottorato in Sociologia. Dirige la rivista internazionale di scienze umane e sociali Sociétés ed è segretario generale del Centre de recherche sur l'imaginaire. 
Nel 1982 ha fondato con Georges Balandier il Centre d'études sur l'actuel et le quotidien (Céaq).
L'attività di ricerca di Maffesoli ruota intorno alla tesi della crisi della razionalità moderna e all'emergere di nuove forme di socialità postmoderne. Viene per questo considerato tra i principali esponenti del pensiero postmoderno europeo. I suoi principali campi di ricerca sociologica sono le dimensioni della vita quotidiana, l'immaginario collettivo, le forme della socialità postmoderna e la comunicazione.
Così come lo fu il suo maestro Gilbert Durand, Maffesoli è stato membro della Massoneria, essendo stato iniziato nel 1972 nella loggia « Les chevaliers du temple et le parfait silence réunis » del Grand Orient de France a Lione, lo rivela nel suo libro Le trésor caché. Lettre ouverte aux francs-maçons et à quelques autres. E'uscito dal Grande Oriente di Francia nel 2022, pubblicando poi un libro che ne spiega le ragioni: Le Grand Orient - les Lumières sont éteintes.

## Opere
- La conquista del presente. Per una sociologia della vita quotidiana. Ianua, 1983
- La conoscenza ordinaria. Compendio di sociologia, Cappelli, 1986 (fuori catalogo)
- Il tempo delle tribù. Il declino dell'individualismo nelle società di massa, Armando Editore, 1988
- L'ombra di Dioniso, Garzanti Libri, 1990
- Nel vuoto delle apparenze, Garzanti Libri, 1993
- La contemplazione del mondo. Figure dello stile comunitario, Costa & Nolan, 1996
- Le culture comunitarie. Zone di confine con Giacomo Marramao, Il Mondo3, 1996
- Del nomadismo. Per una sociologia dell'erranza, Franco Angeli, 2000
- Il mistero della congiunzione, Seam, 2000
- Elogio della ragione sensibile, Seam, 2000
- L'istante eterno. Ritorno del tragico nel postmoderno, Luca Sossella Editore, 2003
- La parte del diavolo. Elementi di sovversione postmoderna, Luca Sossella Editore, 2003
- Note sulla postmodernità, Lupetti, 2005
- Pour retrouver la parole. Le retour des frères, La Table Ronde, Paris, 2006 (con Bruno  Étienne, Alain Bauer, Roger Dachez)
- Reliance. Itinerari tra modernità e postmodernità, Mimesis 2007
- La trasfigurazione del politico. L'effervescenza dell'immaginario postmoderno, Bevivino Editore, 2009
- Apocalisse. Rivelazioni sulla società postmoderna, Ipermedium, 2010
- Matrimonium. Breve trattato di ecosofia, Bevivino Editore, 2012
- Le trésor caché. Lettre ouverte aux francs-maçons et à quelques autres, Editions Léo Scheer, 2015
- Le Grand Orient - les Lumières sont éteintes, Guy Trédaniel editore, 2023.
- La Franc-maçonnerie peut-elle réenchanter le monde?, Paris, Dervy Livres, 2023.
- Apologie. Autobiographie intellectuelle, Paris, Éditions du Cerf, 2025.

### Saggi e articoli
- "Vitalismo e empatia: lusso postmoderno", in Agalma, No 2, gennaio 2002:91-95.